# Parkes Shire
Koordinaten: 32° 56′ S, 148° 1′ O

Parkes Shire ist ein lokales Verwaltungsgebiet (LGA) im australischen Bundesstaat New South Wales. Das Gebiet ist 5.957,6 km² groß und hat etwa 14.350 Einwohner.
Parkes liegt in der Region Central West des Staates etwa 350 km westlich der Metropole Sydney und 310 km nordwestlich der australischen Hauptstadt Canberra. Das Gebiet umfasst 18 Ortsteile und Ortschaften: Alectown, Bogan Gate, Bruie Plains, Cooks Myalls, Goonumbla, Gunningbland, Nelungaloo, Parkes, Peak Hill, Tichborne, Trewilga und Teile von Cookamidgera, Daroobalgie, Fifield, Mandagery, Trundle, Tullamore und Yarrabandai. Der Sitz des Shire Councils befindet sich in der Stadt Parkes im Südosten der LGA, wo etwa 11.300 Einwohner leben.

## Verwaltung
Der Parkes Shire Council hat zehn Mitglieder, die von den Bewohnern der LGA gewählt werden. Parkes ist nicht in Bezirke untergliedert. Aus dem Kreis der Councillor rekrutiert sich auch der Mayor (Bürgermeister) des Councils.